# マスカレード・ホテル
『マスカレード・ホテル』は、東野圭吾の長編ミステリ小説。「マスカレード」シリーズの第1作。のちに映画、舞台などのメディアミックスが展開されている。

## 概要
捜査一課の刑事・新田浩介とホテルマン・山岸尚美が一流ホテル「ホテル・コルテシア東京」を舞台に難事件に挑むミステリー。
東野の作家生活25周年記念作品第3弾として、『小説すばる』（集英社）2008年12月から2010年9月まで連載されたのち、2011年9月9日に同社より単行本が刊行された。2014年7月18日には集英社文庫版が刊行された。
タイトルの「マスカレード」が英語で仮面舞踏会を意味することから、表紙にはマスカレード・マスクが描かれており、巻末に取材協力として紹介されている日本橋の「ロイヤルパークホテル」が舞台となる「ホテル・コルテシア東京」のモデルとされる。
2019年に木村拓哉主演で映画化され、2020年には宝塚歌劇団花組により舞台化された。

## あらすじ
都内で3件の殺害事件が発生する。それらの事件は一見関連性がないと思われたが、遺体発見現場に残された不可解な暗号を警視庁捜査一課の刑事・新田浩介が解読し、連続予告殺人であることが明らかとなる。そして3件目の事件の暗号から、第4の殺人が都内の一流ホテル「ホテル・コルテシア東京」で起こる可能性が浮上する。
事件を未然に防ぎ犯人を捕らえるため、警視庁は数名の捜査員をフロントスタッフやベルボーイに扮装させホテルで潜入捜査を実施する。帰国子女である新田は英語が堪能であることからフロントクラークに扮することになり、彼の教育係として優秀なフロントクラークの山岸尚美が任命される。
立場も職業倫理も異なる新田と尚美は、当初こそ衝突を繰り返していたが、ホテルマンとして、そして時には捜査員として、それぞれの視点を持ち寄りながら、日々ホテルで起こる様々なトラブルに向き合ううちに、少しずつ信頼関係が芽生えていく。やがて捜査が進む中、犯人がホテルに姿を現す可能性が濃厚となり、コルテシア東京では対策本部がかつてない厳重な警備体制を敷く緊迫の一日が始まろうとしていた。

## 登場人物

### 主要人物
新田 浩介（にった こうすけ）
警視庁捜査一課の刑事。警部補。「ホテル・コルテシア東京」での潜入捜査でフロントクラークに扮する。
山岸 尚美（やまぎし なおみ）
「ホテル・コルテシア東京」のフロントクラーク。新田の教育係およびサポートを任命される。

### 警視庁
能勢（のせ）
品川警察署の刑事。丸い顔。一見愚鈍だが、バディを組んだ刑事が皆一目置く切れ者。
新田とのコンビは継続中と考え、コルテシア東京に自腹で宿泊するなどして自身が調べ上げた捜査情報を共有する。
本宮（もとみや）
捜査一課の刑事。新田の先輩。客を装ってホテルの監視に当たる。
真っ黒な髪をオールバックで固め、細長い眉の上に5センチほどの傷跡が残っている。
関根（せきね）
捜査一課の刑事。巡査。新田の後輩。何かのスポーツ選手のような大柄な若者。ベルボーイに扮して潜入捜査を行う。
稲垣（いながき）
捜査一課係長。新田の上司。
尾崎（おざき）
捜査一課管理官。ホテルでの潜入捜査の立案・責任者。

### コルテシア東京
藤木（ふじき）
総支配人。尚美が初めて上京した時の副支配人で、彼女にホテルへの就職を決意させた温厚な人物。
田倉（たくら）
宿泊部長。尚美の直属の上司。
久我（くが）
フロントオフィス・マネージャー。30代後半。痩せ型。
川本（かわもと）
若手フロントクラーク。男性。
杉下（すぎした）
ベルキャプテン。
町田（まちだ）
入社1年目のベルボーイ。
浜島（はましま）
エグゼクティブ・ハウスキーパー。
小野（おの）
男性フロントクラーク。
仁科 理恵（にしな りえ）
宴会部ブライダル課。尚美と同期入社で仲の良い友人。丸顔。

### 宿泊客
古橋（ふるはし）
40歳くらいの大柄な男。10階のツインルームに派手な化粧をした30前後の女性と二人で宿泊する。
先月宿泊した際、チェックアウト後にバスローブの紛失が判明している。
片桐 瑶子（かたぎり ようこ）
60歳前後くらいの視覚障害のある老婦人。濃いサングラスに後ろで束ねた髪には白いものが半分ほど混じっている。
常に両手に白い手袋をつけており、新田はかすかな違和感を覚える。
安野 絵里子（あんの えりこ）
チェックイン時に館林の写真を尚美に示し、この男を決して近づかせないでほしいと注文する。
館林 光弘（たてばやし みつひろ）
午前零時前にフロントに現れ絵里子がいないか確認するかと思われたが、スイートルームでの宿泊を予約済であった。
栗原 健治（くりはら けんじ）
小太りで体格の割に顔が大きく、腫れぼったい一重瞼で童顔の中年男性。
新田を指名して不自然なほどに絡み、理不尽なクレームを繰り返す。
高山 佳子（たかやま けいこ）
コルテシア東京で渡辺紀之との挙式・披露宴を予定する新婦。
自宅への郵便物が覗き見された痕跡があるなど、ストーカーに狙われている疑いがある。
渡辺 紀之（わたなべ のりゆき）
新郎。婚礼特典のスイートルーム宿泊を利用して、新婦の高山佳子と式前日からコルテシア東京に宿泊予定だった。
新婦が外部からスタイリストを招く場合は式前日から準備室として客室予約が必要なため、どうせならと前々日から2泊する。
森川 寛子（もりかわ ひろこ）
20代半ばのスリムな和風美人。

### 殺人事件の関係者
同一犯による連続予告殺人が疑われる3件の殺人事件。
岡部 哲晴（おかべ てつはる）
第一の事件の被害者。プレイボーイ気質の会社員。
10月4日の夜、品川シーサイド駅から徒歩5分の月極駐車場で、所有するボルボ・XC70の運転席で絞殺体として発見される。
手嶋 正樹（てしま まさき）
岡部と同じ経理部の先輩。ギャンブル好きで多額の借金を抱えていたとの噂がある。
本多 千鶴（ほんだ ちづる）
手嶋の元恋人。岡部の死亡推定時間に手嶋の自宅の固定電話に電話をかけ、彼と通話している。
井上 浩代（いのうえ ひろよ）
本多の大学時代の友人で、飲食店経営者の妻。28歳。地味な顔立ちを化粧の力で派手に仕上げたような女性。
本多が手嶋に電話をかけた際に彼女の部屋に居合わせている。
野口 史子（のぐち ふみこ）
第二の事件の被害者。主婦。43歳。
10月11日の早朝、千住新橋付近のビル建設現場で扼殺体として発見される。
野口 靖彦（のぐち やすひこ）
史子の夫。自動車部品メーカーの下請け工場の経営者。つい最近、妻に1億円の生命保険を掛けていたことが判明する。
5年前、コルテシア東京を取引先のパーティーで訪れている。
畑中 和之（はたなか かずゆき）
第三の事件の被害者。高校教師。53歳。
10月18日の夜、毎夜ジョギングで走る葛西ジャンクションの下にある道路上で撲殺体として発見される。

### その他
西脇（にしわき）
新田の高校時代のクラスメイト。今でも付き合いがある。
北川 敦美（きたがわ あつみ）
高山佳子の大学時代の友人。
彼女の名前を送り主として記したワインボトルが、コルテシア東京へ新郎新婦の高山・渡辺宛てに届けられる。
女装する男
高山と渡辺の挙式当日、コルテシア東京に紙袋を持って地下階からエスカレーターを上がってきた華奢な体格をした男性。
新田は姿を一時見失うが、グレーのワンピースにつばの広い帽子を被り女装をしてロビーのソファに再び現れる。
松岡 高志（まつおか たかし）
役者志望のモデル。24歳。1か月ほど前、同棲する高取清香が不在時に下高井戸の自室で急逝する。
地元の名古屋から有名劇団のオーディションを受けるため上京した際、ホテル・コルテシア東京に宿泊している。
高取 清香（たかとり きよか）
都内の設計事務所で働くデザイナー。松岡より4歳年上。
オーディションに落選し途方に暮れる松岡と同棲し、彼が役者になる準備をバックアップしていた。
長倉 麻貴（ながくら まき）
劇団「やっと亀」の団員。35歳。国立大学の薬学部卒で動物病院に勤務していた。

## 書誌情報
単行本：2011年9月09日発売 集英社 ISBN 978-4-08-771414-2
文庫本：2014年7月18日発売 集英社文庫 ISBN 978-4-08-745206-8
| タイトル             | 初出                                     |
| -------------------- | ---------------------------------------- |
| マスカレード・ホテル | 『小説すばる』2008年12月号 - 2010年9月号 |

## 映画
2019年1月18日公開。主演は木村拓哉。

### キャスト（映画）
- 新田浩介：木村拓哉
- 山岸尚美：長澤まさみ
- 能勢：小日向文世
- 本宮：梶原善
- 関根：泉澤祐希
- 久我：東根作寿英
- 川本：石川恋
- 綾部貴彦：濱田岳
- 高山佳子：前田敦子
- 大野浩一：笹野高史
- 古橋：髙嶋政宏
- 安野絵里子：菜々緒
- 館林光弘：宇梶剛士
- 森川寛子：橋本マナミ
- 政治評論家：田口浩正
- 女装した男：勝地涼
- 栗原健治：生瀬勝久
- 片桐瑶子 ：松たか子
- 杉下：五刀剛
- 町田：松川尚瑠輝
- 渡辺紀之：植木祥平
- 松岡高志：水間ロン
- 岡部哲晴：平山祐介
- 古橋の愛人：青山めぐ
- 館林の愛人：伊藤優衣
- 仁科理恵：太田美恵
- 野口史子：千咲としえ
- 畑中和之：白畑真逸
- 大竹：明石家さんま（友情出演）
- 田倉：鶴見辰吾
- 尾崎：篠井英介
- 藤木：石橋凌
- 稲垣：渡部篤郎

### スタッフ（映画）
- 原作：東野圭吾『マスカレード・ホテル』（集英社文庫刊）
- 監督：鈴木雅之
- 脚本：岡田道尚
- 音楽：佐藤直紀
- 製作：石原隆、木下暢起、藤島ジュリーK.、市川南
- エグゼクティブプロデューサー：臼井裕詞
- プロデューサー：上原寿一、和田倉和利
- アソシエイトプロデューサー：日高峻
- ラインプロデューサー：森賢正
- 撮影：江原祥二（J.S.C.）
- 照明：吉角荘介
- 美術：棈木陽次
- 録音：武進
- 衣装デザイン：黒澤和子
- 美術進行：杉山貴直
- 美術デザイン：小林久之
- 装飾：野本隆行
- 美術プロデュース：三竹寛典
- 編集：田口拓也
- 選曲：藤村義孝
- 音響効果：壁谷貴弘
- スクリプター：山縣有希子
- VFXスーパーバイザー：小坂一順
- カラーグレーダー：齋藤精二
- キャスティング：緒方慶子
- 助監督：吉村達矢
- 製作担当：鍋島章浩
- 配給：東宝
- 制作プロダクション：シネバザール
- 製作：映画「マスカレード・ホテル」製作委員会（フジテレビジョン、集英社、ジェイ・ストーム、東宝）
- 撮影協力：ロイヤルパークホテル（東京・日本橋）

### テレビ放送
| 回 | 放送日        | 放送時間           | 放送局     | 放送枠         | 視聴率 | 備考 |
| -- | ------------- | ------------------ | ---------- | -------------- | ------ | --- |
| 1  | 2020年1月03日 | 金曜 21:00 - 23:45 | フジテレビ | （なし）       | 12.4%  | 新春3夜連続木村拓哉スペシャル                                                                                          |
| 2  | 2021年9月18日 | 土曜 21:00 - 23:40 | フジテレビ | 土曜プレミアム | 16.7%  | 最新作「マスカレード・ナイト」公開記念 フジテレビでは20:54 - 21:00に事前番組『まもなくマスカレード・ホテル』を別途放送 |

- 視聴率はビデオリサーチ調べ、関東地区・世帯・リアルタイム。

## 舞台
2020年1月に宝塚歌劇団花組によりミステリアス・ロマン『マスカレード・ホテル』と題し、梅田芸術劇場シアタードラマシティと日本青年館ホールで舞台化された。主演は瀬戸かずや。

### キャスト（舞台）
- 新田浩介：瀬戸かずや [11]
- 山岸尚美：朝月希和[11]
- 藤木：汝鳥伶[11]
- 栗原健治：高翔みず希[11]
- 久我：冴月瑠那[11]
- 森川寛子：鞠花ゆめ[11]
- 稲垣：和海しょう[11]
- 本宮：羽立光来[11]
- 真淵（巡査）：真鳳つぐみ[11]
- 関根：紅羽真希[11]
- 桑野：雛リリカ[11]
- 能勢：飛龍つかさ[11]
- 比嘉（巡査）：若草萌香[11]
- 杉下：帆純まひろ[11]
- 長倉麻貴：音くり寿[11]
- 仁科理恵：糸月雪羽[11]
- 柳原：和礼彩[11]
- 高山佳子：咲乃深音[11]
- 野宮（巡査）：夏葉ことり[11]
- 町田：芹尚英[11]
- 古橋：侑輝大弥[11]
- ユカリ：桜月のあ[11]
- ニット帽の男：南音あきら[11]
- 浜島：朝葉ことの[11]
- 澤村：詩希すみれ[11]
- 川本：天城れいん[11]
- 龍崎：珀斗星来[11]
- ウェイトレス：愛蘭みこ[11]
- 吉永：青騎司[11]

### スタッフ（舞台）
- 原作：東野圭吾『マスカレード・ホテル』（集英社文庫刊）[10]
- 脚本・演出：谷正純[10]
- 制作・著作：宝塚歌劇団[12][13]

### 公演日程（舞台）
| ミステリアス・ロマン『マスカレード・ホテル』 | ミステリアス・ロマン『マスカレード・ホテル』 | ミステリアス・ロマン『マスカレード・ホテル』 | ミステリアス・ロマン『マスカレード・ホテル』 | ミステリアス・ロマン『マスカレード・ホテル』 |
| 公演日                                       | 昼の部                                       | 夜の部                                       | 開催都市                                     | 劇場                                         |
| -------------------------------------------- | -------------------------------------------- | -------------------------------------------- | -------------------------------------------- | -------------------------------------------- |
| 2020年1月05日                                | -                                            | 15:00                                        | 大阪                                         | 梅田芸術劇場シアタードラマシティ             |
| 1月06日                                      | 12:00                                        | 16:00                                        | 大阪                                         | 梅田芸術劇場シアタードラマシティ             |
| 1月07日                                      | 13:00                                        | -                                            | 大阪                                         | 梅田芸術劇場シアタードラマシティ             |
| 1月08日                                      | 貸切                                         | 1:00                                         | 大阪                                         | 梅田芸術劇場シアタードラマシティ             |
| 1月09日                                      | 14:30                                        | 18:30                                        | 大阪                                         | 梅田芸術劇場シアタードラマシティ             |
| 1月11日                                      | 12:00                                        | 16:00                                        | 大阪                                         | 梅田芸術劇場シアタードラマシティ             |
| 1月12日                                      | 12:00                                        | 貸切                                         | 大阪                                         | 梅田芸術劇場シアタードラマシティ             |
| 1月13日                                      | 貸切                                         | 15:00                                        | 大阪                                         | 梅田芸術劇場シアタードラマシティ             |
| 1月20日                                      | 13:00                                        | -                                            | 東京                                         | 日本青年館ホール                             |
| 1月21日                                      | 11:00                                        | 15:00                                        | 東京                                         | 日本青年館ホール                             |
| 1月22日                                      | 14:00                                        | 18:00                                        | 東京                                         | 日本青年館ホール                             |
| 1月24日                                      | 貸切                                         | 15:00                                        | 東京                                         | 日本青年館ホール                             |
| 1月25日                                      | 11:00                                        | 15:00                                        | 東京                                         | 日本青年館ホール                             |
| 1月26日                                      | 11:00                                        | 15:00                                        | 東京                                         | 日本青年館ホール                             |
| 1月27日                                      | 13:00                                        | -                                            | 東京                                         | 日本青年館ホール                             |